# Australian Special Air Service Regiment
L'Australian Special Air Service Regiment (noto anche come SASR o SAS Australiano) è un reggimento di forze speciali dell'esercito australiano, inserito nello Special Operations Command. Il SASR è stato formato sul modello delle sue unità gemelle britannica (Special Air Service) e neozelandese (New Zealand Special Air Service), con le quali ha combattuto in numerosi conflitti.

## Storia
Formatosi nel 1957 con la denominazione provvisoria di 1 Compagnia SAS, fu inserito nel Royal Australian Regiment nel 1960 e ne fuoriuscì nel 1964, anno in cui assunse l'attuale denominazione di SASR.
Formato originariamente da due squadroni tattici ed uno di trasmissioni, l'unità prese parte al confronto tra Indonesia e Malesia e alla guerra del Vietnam (tra il 1966 ed il 1971), in qualità di forza di ricognizione a lungo raggio. Operò congiuntamente al SAS Neozelandese ed alle forze speciali USA e dell'ARVN.
Dopo il conflitto fu riorganizzato e gli venne assegnata anche la funzione di unità di anti - terrorismo. Nel 2000 squadre del SASR furono mobilitate in occasione dei Giochi Olimpici di Sidney.
Dal 1991 ad oggi ha preso parte a molti conflitti:
- Guerra del Golfo (1990 - 1991);
- Somalia (1992 - 1994);
- Balcani, Guerra in Bosnia e missione SFOR (dal 1992);
- Operazione Desert Fox (1998, durante la quale si verificò un incidente aereo che causò la morte di molti soldati del SASR)
- Guerra del Kossovo e missione KFOR (dal 1999)
- Timor Est (dal 1999);
- Guerra in Afghanistan (dal 2001); il sergente del SASR Andrew Russel fu il primo australiano caduto nel conflitto, nel 2003 a causa di una mina;
- Guerra dell'Iraq (2003 -2009) e intervento militare contro lo Stato Islamico (dal 2014).[1]

Il reggimento ha avuto due sottufficiali decorati con la Victoria Cross Australiana (la più alta onorificenza militare del Paese, corrispondente alla Medaglia d'Oro al Valor Militare italiana). Si tratta del caporale Mark Donaldson decorato nel 2008, che è ancora in servizio, ed il caporale Ben Roberts Smith nel 2011, ritiratosi dal servizio attivo alcuni anni dopo.

## Organizzazione
Attualmente il SASR è di stanza nella base di Cambell Barracks, a Swanbourne, nell'Australia Occidentale. Le sue componenti sono:
- Quartier Generale (il comandante è un colonnello);
- 151 Signal Squadron (unità trasmissioni);
- Unità d'intelligence e logistica;
- Componente operativa, formata da quattro squadroni numerati da 1 a 4. Gli Squadroni, similmente al SAS britannico, si suddividono in 4 Troop: Aviotrasportato, Anfibio, Motorizzato e Truppe da Montagna.

A seconda delle missioni affidate il SASR opera sulle basi di pattuglie da 4/6 elementi o può essere schierato, in rari casi, un intero squadrone. Nel corso degli anni il SASR ha operato in stretto contatto con forze di supporto, a livello di compagnia, fornite dagli Australian Commando o del 4th Battaillon Royal Australian Regiment Commando (dal 2009 rinominato 2nd Commando Regiment).

## Ambito operativo
- Antiterrorismo, sia interno sia all'estero;
- Ricognizione speciale;
- Salvataggio ostaggi, liberazione di prigionieri di guerra, recupero di piloti abbattuti;
- Azioni dirette, quali sabotaggi, incursioni su piccola scala, addestramento di forze alleate, operazioni di cattura o eliminazione di comandanti nemici.[3]

## Rapporto Brereton
Nel 2020 un'indagine del giudice militare Paul Brereton ha rivelato 39 casi di uccisioni ingiustificate e crudeli nei confronti di civili afgani da parte delle Sas australiane. Le violenze sono state commesse dal 2005 al 2016, non si sono svolte in combattimento e si riportano anche sgozzamenti di minorenni.